# NGC 1084
NGC 1084 (другие обозначения — MCG -1-8-7, IRAS02435-0747, KUG 0243-077, PGC 10464) — спиральная галактика (Sc) в созвездии Эридан.
Этот объект входит в число перечисленных в оригинальной редакции «Нового общего каталога».
В галактике вспыхнула сверхновая SN 2009H типа II, её пиковая видимая звездная величина составила 17,4.
В галактике вспыхнула сверхновая SN 1963P, её пиковая видимая звездная величина составила 14,0.
В галактике вспыхнула сверхновая SN 1998dl типа II, её пиковая видимая звездная величина составила 16,0.
В галактике вспыхнула сверхновая SN 2012ec типа IIP, её пиковая видимая звездная величина составила 14,5.
Галактика NGC 1084 входит в состав группы галактик NGC 1052. Помимо NGC 1084 в группу также входят ещё 10 галактик.
Галактика NGC 1084 входит в состав группы галактик NGC 1084. Помимо NGC 1084 в группу также входят ещё 14 галактик.